# リステア
リステア（英称：RESTIR. Inc.）は、2007年に運営を開始した、衣類や小物などを輸入販売するセレクトショップである。
ヨーロッパ、アメリカなどからセレクトしたインポートブランドを中心に販売している。

## 沿革
- 2007年3月　セレクトショップ リステア東京ミッドタウン店オープン
- 2010年2月　オンラインセレクトショップ リステア（RESTIR）オープン
- 2012年　新事業　221RESTIRを六本木に出店
- 2014年221RESTIR 大阪店オープン
- 2014年セレクトショップ リステア（RESTIR）移転
- 2015年221RESTIR 表参道店オープン